# Liste der US-amerikanischen Meister im Eiskunstlauf
Die Liste der US-amerikanischen Meister im Eiskunstlauf listet die US-amerikanischen Eiskunstlaufmeister seit 1914 sowie die Zweit-, Dritt- und Viertplatzierten.
Die US-amerikanischen Meisterschaften im Eiskunstlauf sind ein von der United States Figure Skating Association (USFSA) organisiertes nationales Turnier, das jährlich abgehalten wird, um die besten Eiskunstläufer der USA in der Herren-, Damen-, Paar- und Eistanzkonkurrenz zu ermitteln. In den USA werden die Meisterschaften meist nur als „Nationals“ bezeichnet. Neben der Bestimmung des US-Meisters dienen die Meisterschaften auch als Qualifikationskriterium für die Zusammenstellung des US-amerikanischen Teams bei internationalen Turnieren wie Weltmeisterschaften oder Olympischen Spielen.

## Medaillengewinner

### Herren

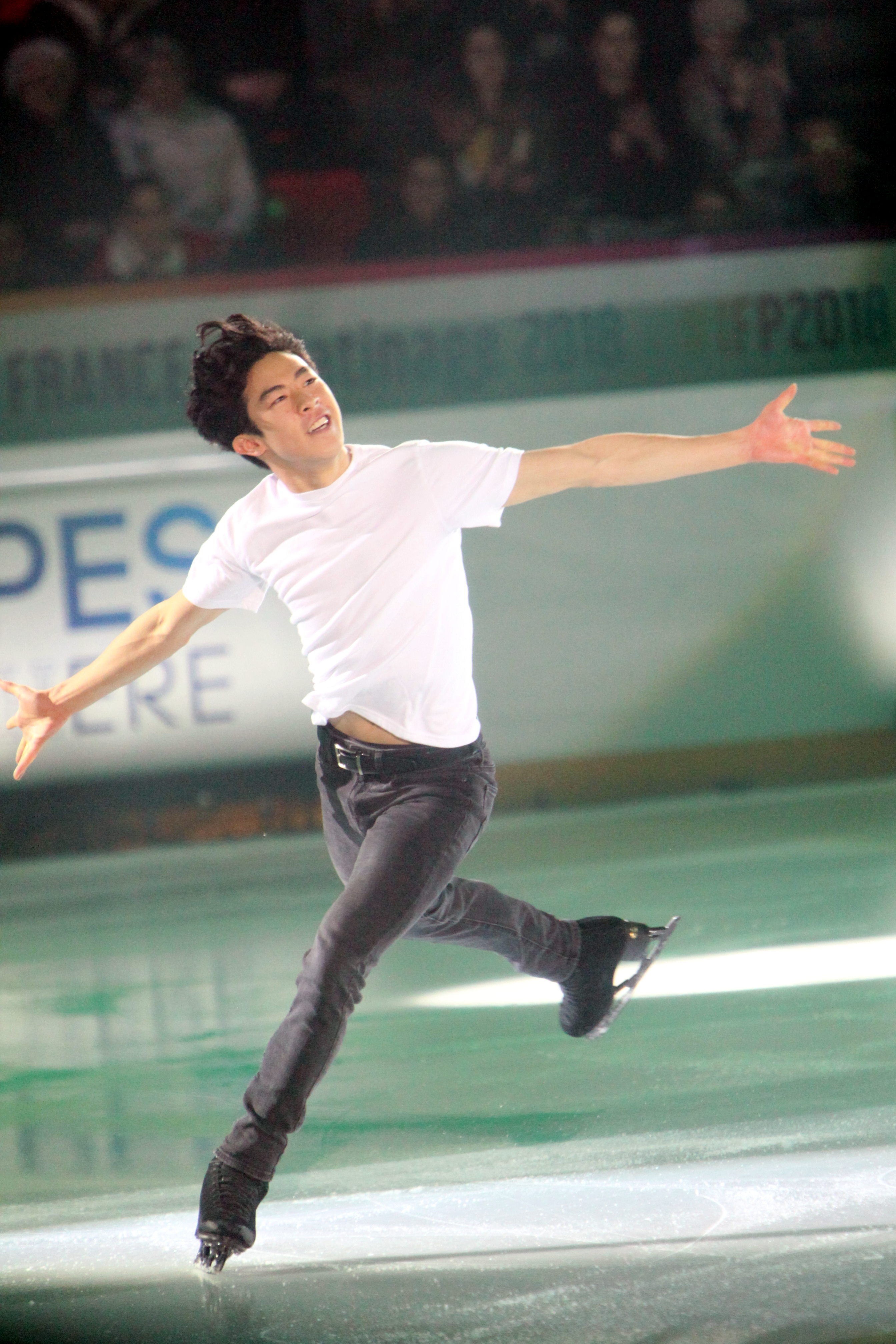
Nathan Chen (US-Meister 2017–22)

| Jahr       | Ort               | Gold                 | Silber               | Bronze               | Vierter              |
| 1914       | New Haven         | Norman M. Scott      | Edward Howland       | Nathaniel Niles      |                      |
| 1915– 1917 | keine Wettbewerbe | keine Wettbewerbe    | keine Wettbewerbe    | keine Wettbewerbe    | keine Wettbewerbe    |
| 1918       | New York City     | Nathaniel Niles      | Karl Engel           | Edward Howland       |                      |
| 1919       | kein Wettbewerb   | kein Wettbewerb      | kein Wettbewerb      | kein Wettbewerb      | kein Wettbewerb      |
| 1920       | New York City     | Sherwin Badger       | Nathaniel Niles      | Petros Wahlman       |                      |
| 1921       | Philadelphia      | Sherwin Badger       | Nathaniel Niles      | Edward Howland       |                      |
| 1922       | Boston            | Sherwin Badger       | Nathaniel Niles      |                      |                      |
| 1923       | New Haven         | Sherwin Badger       | Chris Christenson    | Julius Nelson        |                      |
| 1924       | Philadelphia      | Sherwin Badger       | Nathaniel Niles      | Chris Christenson    |                      |
| 1925       | New York City     | Nathaniel Niles      | George Braakman      | Karl Engel           |                      |
| 1926       | Boston            | Chris Christenson    | Nathaniel Niles      | Ferrier Martin       |                      |
| 1927       | New York City     | Nathaniel Niles      | Roger Turner         | George Braakman      |                      |
| 1928       | New Haven         | Roger Turner         | Fredrick Goodridge   | Walter Langer        |                      |
| 1929       | New York City     | Roger Turner         | Fredrick Goodridge   | J. Lester Madden     |                      |
| 1930       | Providence        | Roger Turner         | J. Lester Madden     | George Hill          |                      |
| 1931       | Boston            | Roger Turner         | J. Lester Madden     | George Hill          |                      |
| 1932       | New York City     | Roger Turner         | J. Lester Madden     | George Borden        |                      |
| 1933       | New Haven         | Roger Turner         | J. Lester Madden     | Robin Lee            |                      |
| 1934       | Philadelphia      | Roger Turner         | Robin Lee            | George Hill          |                      |
| 1935       | New Haven         | Robin Lee            | Roger Turner         | J. Lester Madden     |                      |
| 1936       | New York City     | Robin Lee            | Erle Reiter          | George Hill          |                      |
| 1937       | Chicago           | Robin Lee            | Erle Reiter          | William Nagle        |                      |
| 1938       | Philadelphia      | Robin Lee            | Erle Reiter          | Ollie Haupt Jr.      |                      |
| 1939       | St. Paul          | Robin Lee            | Ollie Haupt Jr.      | Eugene Turner        |                      |
| 1940       | Cleveland         | Eugene Turner        | Ollie Haupt Jr.      | Skippy Baxter        |                      |
| 1941       | Boston            | Eugene Turner        | Arthur Vaughn Jr.    | William Nagle        |                      |
| 1942       | Chicago           | Bobby Specht         | William Grimditch    | Arthur Vaughn Jr.    |                      |
| 1943       | New York City     | Arthur Vaughn Jr.    | Arthur Preusch       | William Nagle        |                      |
| 1944– 1945 | keine Wettbewerbe | keine Wettbewerbe    | keine Wettbewerbe    | keine Wettbewerbe    | keine Wettbewerbe    |
| 1946       | Chicago           | Richard Button       | James Lochead        | Johm Tuckerman       |                      |
| 1947       | Berkeley          | Richard Button       | John Lettengarver    | James Grogan         |                      |
| 1948       | Colorado Springs  | Richard Button       | James Grogan         | John Lettengarver    |                      |
| 1949       | Colorado Springs  | Richard Button       | James Grogan         | Hayes Alan Jenkins   |                      |
| 1950       | Washington, D.C.  | Richard Button       | Hayes Alan Jenkins   | Richard Dwyer        |                      |
| 1951       | Seattle           | Richard Button       | James Grogan         | Hayes Alan Jenkins   |                      |
| 1952       | Colorado Springs  | Richard Button       | James Grogan         | Hayes Alan Jenkins   |                      |
| 1953       | Hershey           | Hayes Alan Jenkins   | Ronald Robertson     | Dudley Richards      |                      |
| 1954       | Los Angeles       | Hayes Alan Jenkins   | David Jenkins        | Ronald Robertson     |                      |
| 1955       | Colorado Springs  | Hayes Alan Jenkins   | David Jenkins        | Hugh Graham          |                      |
| 1956       | Philadelphia      | Hayes Alan Jenkins   | Ronald Robertson     | David Jenkins        |                      |
| 1957       | Berkeley          | David Jenkins        | Tim Brown            | Tom Moore            |                      |
| 1958       | Minneapolis       | David Jenkins        | Tim Brown            | Tom Moore            |                      |
| 1959       | Rochester         | David Jenkins        | Tim Brown            | Robert Brewer        | Bradley Lord         |
| 1960       | Seattle           | David Jenkins        | Tim Brown            | Robert Brewer        | Bradley Lord         |
| 1961       | Colorado Springs  | Bradley Lord         | Gregory Kelley       | Tim Brown            | Douglas Ramsay       |
| 1962       | Boston            | Monty Hoyt           | Scott Allen          | David Edwards        | James Short          |
| 1963       | Long Beach        | Thomas Litz          | Scott Allen          | Monty Hoyt           |                      |
| 1964       | Cleveland         | Scott Allen          | Thomas Litz          | Monty Hoyt           |                      |
| 1965       | Lake Placid       | Gary Visconti        | Scott Allen          | Tim Wood             | Duane Maki           |
| 1966       | Berkeley          | Scott Allen          | Gary Visconti        | Billy Chapel         | Tim Wood             |
| 1967       | Omaha             | Gary Visconti        | Scott Allen          | Tim Wood             | John Misha Petkevich |
| 1968       | Philadelphia      | Tim Wood             | Gary Visconti        | John Misha Petkevich |                      |
| 1969       | Seattle           | Tim Wood             | John Misha Petkevich | Gary Visconti        |                      |
| 1970       | Tulsa             | Tim Wood             | John Misha Petkevich | Kenneth Shelley      | Roger Bass           |
| 1971       | Buffalo           | John Misha Petkevich | Kenneth Shelley      | Gordon McKellen      | James Demogines      |
| 1972       | Long Beach        | Kenneth Shelley      | John Misha Petkevich | Gordon McKellen      | John Baldwin         |
| 1973       | Minneapolis       | Gordon McKellen      | Robert Bradshaw      | David Santee         |                      |
| 1974       | Providence        | Gordon McKellen      | Terry Kubicka        | Charles Tickner      |                      |
| 1975       | Oakland           | Gordon McKellen      | Terry Kubicka        | Charles Tickner      | Ken Newfield         |
| 1976       | Colorado Springs  | Terry Kubicka        | David Santee         | Scott Cramer         | Charles Tickner      |
| 1977       | Hartford          | Charles Tickner      | Scott Cramer         | David Santee         | John Carlow Jr.      |
| 1978       | Portland          | Charles Tickner      | David Santee         | Scott Hamilton       |                      |
| 1979       | Cincinnati        | Charles Tickner      | Scott Cramer         | David Santee         | Scott Hamilton       |
| 1980       | Atlanta           | Charles Tickner      | David Santee         | Scott Hamilton       | Scott Cramer         |
| 1981       | San Diego         | Scott Hamilton       | David Santee         | Robert Wagenhoffer   |                      |
| 1982       | Indianapolis      | Scott Hamilton       | Robert Wagenhoffer   | David Santee         | Brian Boitano        |
| 1983       | Pittsburgh        | Scott Hamilton       | Brian Boitano        | Mark Cockerell       | Bobby Beauchamp      |
| 1984       | Salt Lake City    | Scott Hamilton       | Brian Boitano        | Mark Cockerell       | Paul Wylie           |
| 1985       | Kansas City       | Brian Boitano        | Mark Cockerell       | Scott Williams       | Christopher Bowman   |
| 1986       | Nassau Coliseum   | Brian Boitano        | Scott Williams       | Daniel Doran         | Angelo D’Agostino    |
| 1987       | Tacoma            | Brian Boitano        | Christopher Bowman   | Scott Williams       | Daniel Doran         |
| 1988       | Denver            | Brian Boitano        | Paul Wylie           | Christopher Bowman   | Daniel Doran         |
| 1989       | Baltimore         | Christopher Bowman   | Daniel Doran         | Paul Wylie           | Erik Larson          |
| 1990       | Salt Lake City    | Todd Eldredge        | Paul Wylie           | Mark Mitchell        | Erik Larson          |
| 1991       | Minneapolis       | Todd Eldredge        | Christopher Bowman   | Paul Wylie           | Mark Mitchell        |
| 1992       | Orlando           | Christopher Bowman   | Paul Wylie           | Mark Mitchell        | Scott Davis          |
| 1993       | Phoenix           | Scott Davis          | Mark Mitchell        | Michael Chack        | Aren Nielsen         |
| 1994       | Detroit           | Scott Davis          | Brian Boitano        | Aren Nielsen         | Todd Eldredge        |
| 1995       | Providence        | Todd Eldredge        | Scott Davis          | Aren Nielsen         | Damon Allen          |
| 1996       | San Jose          | Rudy Galindo         | Todd Eldredge        | Daniel Hollander     | Scott Davis          |
| 1997       | Nashville         | Todd Eldredge        | Michael Weiss        | Daniel Hollander     | Scott Davis          |
| 1998       | Philadelphia      | Todd Eldredge        | Michael Weiss        | Scott Davis          | Shepherd Clark       |
| 1999       | Salt Lake City    | Michael Weiss        | Trifun Zivanovic     | Timothy Goebel       | Matthew Savoie       |
| 2000       | Cleveland         | Michael Weiss        | Timothy Goebel       | Trifun Zivanovic     | Matthew Savoie       |
| 2001       | Boston            | Timothy Goebel       | Todd Eldredge        | Matthew Savoie       | Michael Weiss        |
| 2002       | Los Angeles       | Todd Eldredge        | Timothy Goebel       | Michael Weiss        | Matthew Savoie       |
| 2003       | Dallas            | Michael Weiss        | Timothy Goebel       | Ryan Jahnke          | Scott Smith          |
| 2004       | Atlanta           | Johnny Weir          | Michael Weiss        | Matthew Savoie       | Ryan Jahnke          |
| 2005       | Portland          | Johnny Weir          | Timothy Goebel       | Evan Lysacek         | Matthew Savoie       |
| 2006       | St. Louis         | Johnny Weir          | Evan Lysacek         | Matthew Savoie       | Michael Weiss        |
| 2007       | Spokane           | Evan Lysacek         | Ryan Bradley         | Johnny Weir          | Jeremy Abbott        |
| 2008       | St. Paul          | Evan Lysacek         | Johnny Weir          | Stephen Carriere     | Jeremy Abbott        |
| 2009       | Cleveland         | Jeremy Abbott        | Brandon Mroz         | Evan Lysacek         | Ryan Bradley         |
| 2010       | Spokane           | Jeremy Abbott        | Evan Lysacek         | Johnny Weir          | Ryan Bradley         |
| 2011       | Greensboro        | Ryan Bradley         | Richard Dornbush     | Ross Miner           | Jeremy Abbott        |
| 2012       | San José          | Jeremy Abbott        | Adam Rippon          | Ross Miner           | Armin Mahbanoozadeh  |
| 2013       | Omaha             | Max Aaron            | Ross Miner           | Jeremy Abbott        | Joshua Farris        |
| 2014       | Boston            | Jeremy Abbott        | Jason Brown          | Max Aaron            | Joshua Farris        |
| 2015       | Greensboro        | Jason Brown          | Adam Rippon          | Joshua Farris        | Max Aaron            |
| 2016       | St. Paul          | Adam Rippon          | Max Aaron            | Nathan Chen          | Grant Hochstein      |
| 2017       | Kansas City       | Nathan Chen          | Vincent Zhou         | Jason Brown          | Grant Hochstein      |
| 2018       | San José          | Nathan Chen          | Ross Miner           | Vincent Zhou         | Adam Rippon          |
| 2019       | Detroit           | Nathan Chen          | Vincent Zhou         | Jason Brown          | Tomoki Hiwatashi     |
| 2020       | Greensboro        | Nathan Chen          | Jason Brown          | Tomoki Hiwatashi     | Vincent Zhou         |
| 2021       | Las Vegas         | Nathan Chen          | Vincent Zhou         | Jason Brown          | Yaroslav Paniot      |
| 2022       | Nashville         | Nathan Chen          | Ilia Malinin         | Vincent Zhou         | Jason Brown          |
| 2023       | San José          | Ilia Malinin         | Jason Brown          | Andrew Torgashev     | Maxim Naumov         |
| 2024       | Columbus          | Ilia Malinin         | Jason Brown          | Camden Pulkinen      | Maxim Naumov         |
| 2025       | Wichita           | Ilia Malinin         | Andrew Torgashev     | Camden Pulkinen      | Maxim Naumov         |

### Damen
| Jahr       | Ort               | Gold                   | Silber                 | Bronze                 | Vierte                |
| 1914       | New Haven         | Theresa Weld           | Edith Rotch            | Raynham Townshend      |                       |
| 1915– 1917 | keine Wettbewerbe | keine Wettbewerbe      | keine Wettbewerbe      | keine Wettbewerbe      | keine Wettbewerbe     |
| 1918       | New York City     | Rosemary Beresford     | Theresa Weld           |                        |                       |
| 1919       | kein Wettbewerb   | kein Wettbewerb        | kein Wettbewerb        | kein Wettbewerb        | kein Wettbewerb       |
| 1920       | New York City     | Theresa Weld           | Martha Brown           | Lilian Cramer          |                       |
| 1921       | Philadelphia      | Theresa Weld Blanchard | Lilian Cramer          |                        |                       |
| 1922       | Boston            | Theresa Weld Blanchard | Beatrix Loughran       |                        |                       |
| 1923       | New Haven         | Theresa Weld Blanchard | Beatrix Loughran       | Lilian Cramer          |                       |
| 1924       | Philadelphia      | Theresa Weld Blanchard | Rosalie Knapp          |                        |                       |
| 1925       | New York City     | Beatrix Loughran       | Theresa Weld Blanchard | Rosalie Knapp          |                       |
| 1926       | Boston            | Beatrix Loughran       | Theresa Weld Blanchard | Maribel Vinson         |                       |
| 1927       | New York City     | Beatrix Loughran       | Maribel Vinson         | Theresa Weld Blanchard |                       |
| 1928       | New Haven         | Maribel Vinson         | Suzanne Davis          |                        |                       |
| 1929       | New York City     | Maribel Vinson         | Edith Secord           | Suzanne Davis          |                       |
| 1930       | Providence        | Maribel Vinson         | Edith Secord           | Suzanne Davis          |                       |
| 1931       | Boston            | Maribel Vinson         | Edith Secord           | Hulda Berger           |                       |
| 1932       | New York City     | Maribel Vinson         | Margaret Bennett       | Louise Weigel          |                       |
| 1933       | New Haven         | Maribel Vinson         | Suzanne Davis          | Louise Weigel          |                       |
| 1934       | Philadelphia      | Suzanne Davis          | Louise Weigel          | Estelle Weigel         |                       |
| 1935       | New Haven         | Maribel Vinson         | Suzanne Davis          | Louise Weigel          |                       |
| 1936       | New York City     | Maribel Vinson         | Louise Weigel          | Audrey Peppe           |                       |
| 1937       | Chicago           | Maribel Vinson         | Polly Blodgett         | Katherine Durbrow      |                       |
| 1938       | Philadelphia      | Joan Tozzer            | Audrey Peppe           | Polly Blodgett         | Jane Vaughn           |
| 1939       | St. Paul          | Joan Tozzer            | Audrey Peppe           | Charlotte Walther      |                       |
| 1940       | Cleveland         | Joan Tozzer            | Hedy Stenuf            | Jane Vaughn            |                       |
| 1941       | Boston            | Jane Vaughn            | Gretchen Merrill       | Charlotte Walther      |                       |
| 1942       | Chicago           | Jane Vaughn Sullivan   | Gretchen Merrill       | Phebe Tucker           |                       |
| 1943       | New York City     | Gretchen Merrill       | Dorothy Goos           | Janette Ahrens         |                       |
| 1944       | Minneapolis       | Gretchen Merrill       | Dorothy Goos           | Ramona Allen           |                       |
| 1945       | New York City     | Gretchen Merrill       | Janette Ahrens         | Madelon Olson          |                       |
| 1946       | Chicago           | Gretchen Merrill       | Janette Ahrens         | Madelon Olson          |                       |
| 1947       | Berkeley          | Gretchen Merrill       | Janette Ahrens         | Eileen Seigh           |                       |
| 1948       | Colorado Springs  | Gretchen Merrill       | Yvonne Sherman         | Helen Uhl              |                       |
| 1949       | Colorado Springs  | Yvonne Sherman         | Gretchen Merrill       | Virginia Baxter        |                       |
| 1950       | Washington, D.C.  | Yvonne Sherman         | Sonya Klopfer          | Virginia Baxter        |                       |
| 1951       | Seattle           | Sonya Klopfer          | Tenley Albright        | Virginia Baxter        |                       |
| 1952       | Colorado Springs  | Tenley Albright        | Frances Dorsey         | Helen Geekie           |                       |
| 1953       | Hershey           | Tenley Albright        | Carol Heiss            | Margaret Graham        | Margaret Dean         |
| 1954       | Los Angeles       | Tenley Albright        | Carol Heiss            | Frances Dorsey         | Margaret Graham       |
| 1955       | Colorado Springs  | Tenley Albright        | Carol Heiss            | Catherine Machado      | Patricia Firth        |
| 1956       | Philadelphia      | Tenley Albright        | Carol Heiss            | Catherine Machado      | Mary Anne Dorsey      |
| 1957       | Berkeley          | Carol Heiss            | Joan Schenke           | Claralynn Lewis        | Nancy Heiss           |
| 1958       | Minneapolis       | Carol Heiss            | Carol Wanek            | Lynn Finnegan          | Nancy Heiss           |
| 1959       | Rochester         | Carol Heiss            | Nancy Heiss            | Barbara Roles          | Lynn Finnegan         |
| 1960       | Seattle           | Carol Heiss            | Barbara Roles          | Laurence Owen          | Stephanie Westerfeld  |
| 1961       | Colorado Springs  | Laurence Owen          | Stephanie Westerfeld   | Rhode Lee Michelson    |                       |
| 1962       | Boston            | Barbara Roles Pursley  | Lorraine Hanlon        | Victoria Fisher        | Frances Gold          |
| 1963       | Long Beach        | Lorraine Hanlon        | Christine Haigler      | Karen Howland          |                       |
| 1964       | Cleveland         | Peggy Fleming          | Albertina Noyes        | Christine Haigler      |                       |
| 1965       | Lake Placid       | Peggy Fleming          | Christine Haigler      | Albertina Noyes        |                       |
| 1966       | Berkeley          | Peggy Fleming          | Albertina Noyes        | Pamela Schneider       |                       |
| 1967       | Omaha             | Peggy Fleming          | Albertina Noyes        | Jennie Walsh           | Janet Lynn            |
| 1968       | Philadelphia      | Peggy Fleming          | Albertina Noyes        | Janet Lynn             |                       |
| 1969       | Seattle           | Janet Lynn             | Julie Lynn Holmes      | Albertina Noyes        | Dawn Glab             |
| 1970       | Tulsa             | Janet Lynn             | Julie Lynn Holmes      | Dawn Glab              | Jennie Walsh          |
| 1971       | Buffalo           | Janet Lynn             | Julie Lynn Holmes      | Suna Murray            | Dawn Glab             |
| 1972       | Long Beach        | Janet Lynn             | Julie Lynn Holmes      | Suna Murray            | Dorothy Hamill        |
| 1973       | Minneapolis       | Janet Lynn             | Dorothy Hamill         | Juli McKinstry         |                       |
| 1974       | Providence        | Dorothy Hamill         | Juli McKinstry         | Kath Malmberg          |                       |
| 1975       | Oakland           | Dorothy Hamill         | Wendy Burge            | Kath Malmberg          | Barbie Smith          |
| 1976       | Colorado Springs  | Dorothy Hamill         | Linda Fratianne        | Wendy Burge            |                       |
| 1977       | Hartford          | Linda Fratianne        | Barbie Smith           | Wendy Burge            |                       |
| 1978       | Portland          | Linda Fratianne        | Lisa-Marie Allen       | Priscilla Hill         | Carrie Rugh           |
| 1979       | Cincinnati        | Linda Fratianne        | Lisa-Marie Allen       | Carrie Rugh            |                       |
| 1980       | Atlanta           | Linda Fratianne        | Lisa-Marie Allen       | Sandy Lenz             | Elaine Zayak          |
| 1981       | San Diego         | Elaine Zayak           | Priscilla Hill         | Lisa-Marie Allen       | Rosalynn Sumners      |
| 1982       | Indianapolis      | Rosalynn Sumners       | Vikki de Vries         | Elaine Zayak           | Jackie Farrell        |
| 1983       | Pittsburgh        | Rosalynn Sumners       | Elaine Zayak           | Tiffany Chin           | Vikki de Vries        |
| 1984       | Salt Lake City    | Rosalynn Sumners       | Tiffany Chin           | Elaine Zayak           | Jill Frost            |
| 1985       | Kansas City       | Tiffany Chin           | Debi Thomas            | Caryn Kadavy           | Kathryn Adams         |
| 1986       | Nassau Coliseum   | Debi Thomas            | Caryn Kadavy           | Tiffany Chin           | Tracey Damigella      |
| 1987       | Tacoma            | Jill Trenary           | Debi Thomas            | Caryn Kadavy           | Tiffany Chin          |
| 1988       | Denver            | Debi Thomas            | Jill Trenary           | Caryn Kadavy           | Jeri Campbell         |
| 1989       | Baltimore         | Jill Trenary           | Kristi Yamaguchi       | Tonya Harding          | Holly Cook            |
| 1990       | Salt Lake City    | Jill Trenary           | Kristi Yamaguchi       | Holly Cook             | Nancy Kerrigan        |
| 1991       | Minneapolis       | Tonya Harding          | Kristi Yamaguchi       | Nancy Kerrigan         | Tonia Kwiatkowski     |
| 1992       | Orlando           | Kristi Yamaguchi       | Nancy Kerrigan         | Tonya Harding          | Lisa Ervin            |
| 1993       | Phoenix           | Nancy Kerrigan         | Lisa Ervin             | Tonia Kwiatkowski      | Tonya Harding         |
| 1994       | Detroit           | vakant                 | Michelle Kwan          | Nicole Bobek           | Elaine Zayak          |
| 1995       | Providence        | Nicole Bobek           | Michelle Kwan          | Tonia Kwiatkowski      | Kyoko Ina             |
| 1996       | San Jose          | Michelle Kwan          | Tonia Kwiatkowski      | Tara Lipinski          | Sydne Vogel           |
| 1997       | Nashville         | Tara Lipinski          | Michelle Kwan          | Nicole Bobek           | Angela Nikodinov      |
| 1998       | Philadelphia      | Michelle Kwan          | Tara Lipinski          | Nicole Bobek           | Tonia Kwiatkowski     |
| 1999       | Salt Lake City    | Michelle Kwan          | Naomi Nari Nam         | Angela Nikodinov       | Sarah Hughes          |
| 2000       | Cleveland         | Michelle Kwan          | Sasha Cohen            | Sarah Hughes           | Angela Nikodinov      |
| 2001       | Boston            | Michelle Kwan          | Sarah Hughes           | Angela Nikodinov       | Jennifer Kirk         |
| 2002       | Los Angeles       | Michelle Kwan          | Sasha Cohen            | Sarah Hughes           | Angela Nikodinov      |
| 2003       | Dallas            | Michelle Kwan          | Sarah Hughes           | Sasha Cohen            | Ann Patrice McDonough |
| 2004       | Atlanta           | Michelle Kwan          | Sasha Cohen            | Jennifer Kirk          | Amber Corwin          |
| 2005       | Portland          | Michelle Kwan          | Sasha Cohen            | Kimmie Meissner        | Jennifer Kirk         |
| 2006       | St. Louis         | Sasha Cohen            | Kimmie Meissner        | Emily Hughes           | Katy Taylor           |
| 2007       | Spokane           | Kimmie Meissner        | Emily Hughes           | Alissa Czisny          | Beatrisa Liang        |
| 2008       | St. Paul          | Mirai Nagasu           | Rachael Flatt          | Ashley Wagner          | Caroline Zhang        |
| 2009       | Cleveland         | Alissa Czisny          | Rachael Flatt          | Caroline Zhang         | Ashley Wagner         |
| 2010       | Spokane           | Rachael Flatt          | Mirai Nagasu           | Ashley Wagner          | Sasha Cohen           |
| 2011       | Greensboro        | Alissa Czisny          | Rachael Flatt          | Mirai Nagasu           | Agnes Zawadzki        |
| 2012       | San Jose          | Ashley Wagner          | Alissa Czisny          | Agnes Zawadzki         | Caroline Zhang        |
| 2013       | Omaha             | Ashley Wagner          | Gracie Gold            | Agnes Zawadzki         | Courtney Hicks        |
| 2014       | Boston            | Gracie Gold            | Polina Edmunds         | Mirai Nagasu           | Ashley Wagner         |
| 2015       | Greensboro        | Ashley Wagner          | Gracie Gold            | Karen Chen             | Polina Edmunds        |
| 2016       | St. Paul          | Gracie Gold            | Polina Edmunds         | Ashley Wagner          | Mirai Nagasu          |
| 2017       | Kansas City       | Karen Chen             | Ashley Wagner          | Mariah Bell            | Mirai Nagasu          |
| 2018       | San José          | Bradie Tennell         | Mirai Nagasu           | Karen Chen             | Ashley Wagner         |
| 2019       | Detroit           | Alysa Liu              | Bradie Tennell         | Mariah Bell            | Hannah Harrell        |
| 2020       | Greensboro        | Alysa Liu              | Mariah Bell            | Bradie Tennell         | Karen Chen            |
| 2021       | Las Vegas         | Bradie Tennell         | Amber Glenn            | Karen Chen             | Alysa Liu             |
| 2022       | Nashville         | Mariah Bell            | Karen Chen             | Isabeau Levito         | Gabriella Izzo        |
| 2023       | San José          | Isabeau Levito         | Bradie Tennell         | Amber Glenn            | Starr Andrews         |
| 2024       | Columbus          | Amber Glenn            | Josephine Lee          | Isabeau Levito         | Sarah Everhardt       |
| 2025       | Wichita           | Amber Glenn            | Alysa Liu              | Sarah Everhardt        | Bradie Tennell        |

### Paare
| Jahr       | Ort               | Gold                                      | Silber                                   | Bronze                                 | Vierte                             |
| 1914       | New Haven         | Jeanne Chevalier/Norman M. Scott          | Theresa Weld/Nathaniel Niles             | Eleanor Crocker/Edward Howland         |                                    |
| 1915– 1917 | keine Wettbewerbe | keine Wettbewerbe                         | keine Wettbewerbe                        | keine Wettbewerbe                      | keine Wettbewerbe                  |
| 1918       | New York City     | Theresa Weld/Nathaniel Niles              | Clara Frothingham/Sherwin Badger         |                                        |                                    |
| 1919       | kein Wettbewerb   | kein Wettbewerb                           | kein Wettbewerb                          | kein Wettbewerb                        | kein Wettbewerb                    |
| 1920       | New York City     | Theresa Weld/Nathaniel Niles              | Edith Rotch/Sherwin Badger               |                                        |                                    |
| 1921       | Philadelphia      | Theresa Weld Blanchard/Nathaniel Niles    | Mrs. Edward Howland/Edward Howland       | Clara Frothingham/Charles Rotch        |                                    |
| 1922       | Boston            | Theresa Weld Blanchard/Nathaniel Niles    | Mrs. Edward Howland/Edward Howland       | Edith Rotch/Francis Munroe             |                                    |
| 1923       | New Haven         | Theresa Weld Blanchard/Nathaniel Niles    |                                          |                                        |                                    |
| 1924       | Philadelphia      | Theresa Weld Blanchard/Nathaniel Niles    | Grace Munstock/Joel Liberman             |                                        |                                    |
| 1925       | New York City     | Theresa Weld Blanchard/Nathaniel Niles    | Ada Bauman/George Braakman               | Grace Munstock/Joel Liberman           |                                    |
| 1926       | Boston            | Theresa Weld Blanchard/Nathaniel Niles    | Sydney Goode/James Greene                | Grace Munstock/Joel Liberman           |                                    |
| 1927       | New York City     | Theresa Weld Blanchard/Nathaniel Niles    | Beatrix Loughran/Raymond Harvey          | Ada Bauman/George Braakman             |                                    |
| 1928       | New Haven         | Maribel Vinson/Thornton Coolidge          | Theresa Weld Blanchard/Nathaniel Niles   | Ada Bauman/George Braakman             |                                    |
| 1929       | New York City     | Maribel Vinson/Thornton Coolidge          | Theresa Weld Blanchard/Nathaniel Niles   | Edith Secord/Joseph Savage             |                                    |
| 1930       | Providence        | Beatrix Loughran/Sherwin Badger           | Maribel Vinson/George Hill               | Edith Secord/Joseph Savage             |                                    |
| 1931       | Boston            | Beatrix Loughran/Sherwin Badger           | Maribel Vinson/George Hill               | Grace Madden/J. Lester Madden          |                                    |
| 1932       | New York City     | Beatrix Loughran/Sherwin Badger           | Maribel Vinson/George Hill               | Gertrude Meredith/Joseph Savage        |                                    |
| 1933       | New Haven         | Maribel Vinson/George Hill                | Grace Madden/J. Lester Madden            | Gertrude Meredith/Joseph Savage        |                                    |
| 1934       | Philadelphia      | Grace Madden/J. Lester Madden             | Eva Schwerdt/William Bruns               |                                        |                                    |
| 1935       | New Haven         | Maribel Vinson/George Hill                | Grace Madden/J. Lester Madden            | Eva Schwerdt/William Bruns             |                                    |
| 1936       | New York City     | Maribel Vinson/George Hill                | Polly Blodgett/Roger Turner              | Marjorie Parker/Howard Meredith        |                                    |
| 1937       | Chicago           | Maribel Vinson/George Hill                | Grace Madden/J. Lester Madden            | Joan Tozzer/Bernard Fox                |                                    |
| 1938       | Philadelphia      | Joan Tozzer/Bernard Fox                   | Grace Madden/J. Lester Madden            | Ardelle Sanderson/Roland Janson        |                                    |
| 1939       | St. Paul          | Joan Tozzer/Bernard Fox                   | Annah M. Hall/William Hall               | Eva Schwerdt Bruns/William Bruns       |                                    |
| 1940       | Cleveland         | Joan Tozzer/Bernard Fox                   | Hedy Stenuf/Skippy Baxter                | Eva Schwerdt Bruns/William Bruns       |                                    |
| 1941       | Boston            | Donna Atwood/Eugene Turner                | Patricia Vaeth/Jack Might                | Joan Mitchell/Bobby Specht             |                                    |
| 1942       | Chicago           | Doris Schubach/Walter Noffke              | Janette Ahrens/Robert Uppgren            | Margaret Field/Jack Might              |                                    |
| 1943       | New York City     | Doris Schubach/Walter Noffke              | Janette Ahrens/Robert Uppgren            | Dorothy Goos/Edward LeMaire            |                                    |
| 1944       | Minneapolis       | Doris Schubach/Walter Noffke              | Janette Ahrens/Arthur Preusch            | Marcella May/James Lochead             |                                    |
| 1945       | New York City     | Donna J. Pospisil/Jean Pierre Brunet      | Ann McGean/Michael McGean                | Marcella May Willis/James Lochead      |                                    |
| 1946       | Chicago           | Donna J. Pospisil/Jean Pierre Brunet      | Karol Kennedy/Peter Kennedy              | Patty Sonnekson/Charles Brinkman       |                                    |
| 1947       | Berkeley          | Yvonne Sherman/Robert Swenning            | Karol Kennedy/Peter Kennedy              | Carolyn Welch/Charles Brinkman         |                                    |
| 1948       | Colorado Springs  | Karol Kennedy/Peter Kennedy               | Yvonne Sherman/Robert Swenning           | Harriet Sutton/Lyman Wakefield         |                                    |
| 1949       | Colorado Springs  | Karol Kennedy/Peter Kennedy               | Irene Maguire/Walter Muehlbronner        | Anne Davies/Carleton Hoffner           |                                    |
| 1950       | Washington, D.C.  | Karol Kennedy/Peter Kennedy               | Irene Maguire/Walter Muehlbronner        | Anne Davies/Carleton Hoffner           |                                    |
| 1951       | Seattle           | Karol Kennedy/Peter Kennedy               | Janet Gerhauser/John Nightingale         | Anne Holt/Austin Holt                  |                                    |
| 1952       | Colorado Springs  | Karol Kennedy/Peter Kennedy               | Janet Gerhauser/John Nightingale         |                                        |                                    |
| 1953       | Hershey           | Carole Ormaca/Robin Greiner               | Margaret A. Graham/Hugh C. Graham        | Kay Servatius/Sully Kothman            |                                    |
| 1954       | Los Angeles       | Carole Ormaca/Robin Greiner               | Margaret A. Graham/Hugh C. Graham        | Lucille Ash/Sully Kothman              |                                    |
| 1955       | Colorado Springs  | Carole Ormaca/Robin Greiner               | Lucille Ash/Sully Kothman                | Agnes Tyson/Robert Swenning            |                                    |
| 1956       | Philadelphia      | Carole Ormaca/Robin Greiner               | Lucille Ash/Sully Kothman                | Maribel Owen/Charles Foster            |                                    |
| 1957       | Berkeley          | Nancy Rouillard/Ronald Ludington          | Mary J. Watson/John Jarmon               | Anita Tefkin/James Barlow              |                                    |
| 1958       | Minneapolis       | Nancy Rouillard/Ronald Ludington          | Sheila Wells/Robin Greiner               | Maribel Owen/Dudley Richards           |                                    |
| 1959       | Rochester         | Nancy Ludington/Ronald Ludington          | Gayle Freed/Karl Freed                   | Maribel Owen/Dudley Richards           |                                    |
| 1960       | Seattle           | Nancy Ludington/Ronald Ludington          | Maribel Owen/Dudley Richards             | Ila Ray Hadley/Ray Hadley, Jr.         |                                    |
| 1961       | Colorado Springs  | Maribel Owen/Dudley Richards              | Ila Ray Hadley/Ray Hadley, Jr.           | Laurie Hickox/William Hickox           | Janet Browning/Jim Browning        |
| 1962       | Boston            | Dorothyann Nelson/Pieter Kollen           | Judianne Fotheringill/Jerry Fotheringill | Vivian Joseph/Ronald Joseph            | Janet Browning/Jim Browning        |
| 1963       | Long Beach        | Judianne Fotheringill/Jerry Fotheringill  | Vivian Joseph/Ronald Joseph              | Patti Gustafson/Pieter Kollen          |                                    |
| 1964       | Cleveland         | Judianne Fotheringill/Jerry Fotheringill  | Vivian Joseph/Ronald Joseph              | Cynthia Kauffman/Ronald Kauffman       |                                    |
| 1965       | Lake Placid       | Vivian Joseph/Ronald Joseph               | Cynthia Kauffman/Ronald Kauffman         | Joanne Heckart/Gary Clark              |                                    |
| 1966       | Berkeley          | Cynthia Kauffman/Ronald Kauffman          | Susan Behrens/Roy Wagelein               | Page Paulsen/Larry Duisch              |                                    |
| 1967       | Omaha             | Cynthia Kauffman/Ronald Kauffman          | Susan Behrens/Roy Wagelein               | Betty Lewis/Richard Gilbert            |                                    |
| 1968       | Philadelphia      | Cynthia Kauffman/Ronald Kauffman          | Sandi Sweitzer/Roy Wagelein              | JoJo Starbuck/Kenneth Shelley          | Betty Lewis/Richard Gilbert        |
| 1969       | Seattle           | Cynthia Kauffman/Ronald Kauffman          | JoJo Starbuck/Kenneth Shelley            | Melissa Militano/Mark Militano         | Sheri Thrapp/Larry Duisch          |
| 1970       | Tulsa             | JoJo Starbuck/Kenneth Shelley             | Melissa Militano/Mark Militano           | Sheri Thrapp/Larry Duisch              |                                    |
| 1971       | Buffalo           | JoJo Starbuck/Kenneth Shelley             | Melissa Militano/Mark Militano           | Barbara Brown/Doug Berndt              | Sheri Thrapp/Larry Duisch          |
| 1972       | Long Beach        | JoJo Starbuck/Kenneth Shelley             | Melissa Militano/Mark Militano           | Barbara Brown/Doug Berndt              | Cozette Cady/Jack Courtney         |
| 1973       | Minneapolis       | Melissa Militano/Mark Militano            | Gale Fuhrman/Joel Fuhrman                | Emily Benenson/Johnny Johns            | Debbie Hughes/Philip Grout         |
| 1974       | Providence        | Melissa Militano/Johnny Johns             | Tai Babilonia/Randy Gardner              | Erica Susman/Thomas Huff               |                                    |
| 1975       | Oakland           | Melissa Militano/Johnny Johns             | Tai Babilonia/Randy Gardner              | Emily Benenson/Jack Courtney           | Erica Susman/Thomas Huff           |
| 1976       | Colorado Springs  | Tai Babilonia/Randy Gardner               | Alice Cook/William Fauver                | Emily Benenson/Jack Courtney           |                                    |
| 1977       | Hartford          | Tai Babilonia/Randy Gardner               | Gail Hamula/Frank Sweiding               | Sheryl Franks/Michael Botticelli       | Lorene Mitchell/Donald Mitchell    |
| 1978       | Portland          | Tai Babilonia/Randy Gardner               | Gail Hamula/Frank Sweiding               | Sheryl Franks/Michael Botticelli       | Vicki Heasley/Robert Wagenhoffer   |
| 1979       | Cincinnati        | Tai Babilonia/Randy Gardner               | Vicki Heasley/Robert Wagenhoffer         | Sheryl Franks/Michael Botticelli       |                                    |
| 1980       | Atlanta           | Tai Babilonia/Randy Gardner               | Caitlin Carruthers/Peter Carruthers      | Sheryl Franks/Michael Botticelli       | Vicki Heasley/Robert Wagenhoffer   |
| 1981       | San Diego         | Caitlin Carruthers/Peter Carruthers       | Lee Ann Miller/William Fauver            | Beth Flora/Ken Flora                   | Maria DiDomenico/Burt Lancon       |
| 1982       | Indianapolis      | Caitlin Carruthers/Peter Carruthers       | Maria DiDomenico/Burt Lancon             | Lee Ann Miller/William Fauver          | Vicki Heasley/Peter Oppegard       |
| 1983       | Pittsburgh        | Caitlin Carruthers/Peter Carruthers       | Lee Ann Miller/William Fauver            | Jill Watson/Burt Lancon                | Gillian Wachsman/Robert Daw        |
| 1984       | Salt Lake City    | Caitlin Carruthers/Peter Carruthers       | Lee Ann Miller/William Fauver            | Jill Watson/Burt Lancon                | Gillian Wachsman/Robert Daw        |
| 1985       | Kansas City       | Jill Watson/Peter Oppegard                | Natalie Seybold/Wayne Seybold            | Gillian Wachsman/Todd Waggoner         | Susan Dungjen/Jason Dungjen        |
| 1986       | Hempstead         | Gillian Wachsman/Todd Waggoner            | Jill Watson/Peter Oppegard               | Natalie Seybold/Wayne Seybold          | Katy Keeley/Joseph Mero            |
| 1987       | Tacoma            | Jill Watson/Peter Oppegard                | Gillian Wachsman/Todd Waggoner           | Katy Keeley/Joseph Mero                | Natalie Seybold/Wayne Seybold      |
| 1988       | Denver            | Jill Watson/Peter Oppegard                | Gillian Wachsman/Todd Waggoner           | Natalie Seybold/Wayne Seybold          | Katy Keeley/Joseph Mero            |
| 1989       | Baltimore         | Kristi Yamaguchi/Rudi Galindo             | Natalie Seybold/Wayne Seybold            | Katy Keeley/Joseph Mero                | Sharon Carz/Doug Williams          |
| 1990       | Salt Lake City    | Kristi Yamaguchi/Rudi Galindo             | Natasha Kuchiki/Todd Sand                | Sharon Carz/Doug Williams              | Calla Urbanski/Mark Naylor         |
| 1991       | Minneapolis       | Natasha Kuchiki/Todd Sand                 | Calla Urbanski/Rocky Marval              | Jenni Meno/Scott Wendland              | Sharon Carz/Doug Williams          |
| 1992       | Orlando           | Calla Urbanski/Rocky Marval               | Jenni Meno/Scott Wendland                | Natasha Kuchiki/Todd Sand              | Karen Courtland/Todd Reynolds      |
| 1993       | Phoenix           | Calla Urbanski/Rocky Marval               | Jenni Meno/Todd Sand                     | Karen Courtland/Todd Reynolds          | Katie Wood/Joel McKeever           |
| 1994       | Detroit           | Jenni Meno/Todd Sand                      | Kyoko Ina/Jason Dungjen                  | Karen Courtland/Todd Reynolds          | Natasha Kuchiki/Rocky Marval       |
| 1995       | Providence        | Jenni Meno/Todd Sand                      | Kyoko Ina/Jason Dungjen                  | Stephanie Stiegler/Lance Travis        | Shelby Lyons/Brian Wells           |
| 1996       | San Jose          | Jenni Meno/Todd Sand                      | Kyoko Ina/Jason Dungjen                  | Shelby Lyons/Brian Wells               | Stephanie Stiegler/John Zimmerman  |
| 1997       | Nashville         | Kyoko Ina/Jason Dungjen                   | Jenni Meno/Todd Sand                     | Stephanie Stiegler/John Zimmerman      | Shelby Lyons/Brian Wells           |
| 1998       | Philadelphia      | Kyoko Ina/Jason Dungjen                   | Shelby Lyons/Brian Wells                 | Danielle Hartsell/Steve Hartsell       | Tiffany Stiegler/Johnnie Stiegler  |
| 1999       | Salt Lake City    | Danielle Hartsell/Steve Hartsell          | Kyoko Ina/John Zimmerman                 | Laura Lynn Handy/J. Paul Binnebose     | Tiffany Stiegler/Johnnie Stiegler  |
| 2000       | Cleveland         | Kyoko Ina/John Zimmerman                  | Tiffany Scott/Philip Dulebohn            | Larisa Spielberg/Craig Joeright        | Amanda Magarian/Jered Guzman       |
| 2001       | Boston            | Kyoko Ina/John Zimmerman                  | Tiffany Scott/Philip Dulebohn            | Danielle Hartsell/Steve Hartsell       | Stephanie Kalesavich/Aaron Parchem |
| 2002       | Los Angeles       | Kyoko Ina/John Zimmerman                  | Tiffany Scott/Philip Dulebohn            | Stephanie Kalesavich/Aaron Parchem     | Rena Inoue/John Baldwin            |
| 2003       | Dallas            | Tiffany Scott/Philip Dulebohn             | Katie Orscher/Garrett Lucash             | Rena Inoue/John Baldwin                | Larisa Spielberg/Craig Joeright    |
| 2004       | Atlanta           | Rena Inoue/John Baldwin                   | Katie Orscher/Garrett Lucash             | Tiffany Scott/Philip Dulebohn          | Jennifer Don/Jonathon Hunt         |
| 2005       | Portland          | Katie Orscher/Garrett Lucash              | Rena Inoue/John Baldwin                  | Marcy Hinzmann/Aaron Parchem           | Tiffany Scott/Philip Dulebohn      |
| 2006       | St. Louis         | Rena Inoue/John Baldwin                   | Marcy Hinzmann/Aaron Parchem             | Katie Orscher/Garrett Lucash           | Tiffany Scott/Rusty Fein           |
| 2007       | Spokane           | Brooke Castile/Benjamin Okolski           | Rena Inoue/John Baldwin                  | Naomi Nari Nam/Themistocles Leftheris  | Amanda Evora/Mark Ladwig           |
| 2008       | St. Paul          | Keauna McLaughlin/Rockne Brubaker         | Rena Inoue/John Baldwin                  | Brooke Castile/Benjamin Okolski        | Tiffany Vise/Derek Trent           |
| 2009       | Cleveland         | Keauna McLaughlin/Rockne Brubaker         | Caydee Denney/Jeremy Barrett             | Rena Inoue/John Baldwin                | Amanda Evora/Mark Ladwig           |
| 2010       | Spokane           | Caydee Denney/Jeremy Barrett              | Amanda Evora/Mark Ladwig                 | Rena Inoue/John Baldwin                | Brooke Castile/Benjamin Okolski    |
| 2011       | Greensboro        | Caitlin Yankowskas/John Coughlin          | Amanda Evora/Mark Ladwig                 | Caydee Denney/Jeremy Barrett           | Mary Beth Marley/Rockne Brubaker   |
| 2012       | San Jose          | Caydee Denney/John Coughlin               | Mary Beth Marley/Rockne Brubaker         | Amanda Evora/Mark Ladwig               | Gretchen Donlan/Andrew Speroff     |
| 2013       | Omaha             | Marissa Castelli/Simon Shnapir            | Alexa Scimeca/Christopher Knierim        | Felicia Zhang/Nathan Bartholomay       | Lindsay Davis/Mark Ladwig          |
| 2014       | Boston            | Marissa Castelli/Simon Shnapir            | Felicia Zhang/Nathan Bartholomay         | Caydee Denney/John Coughlin            | Alexa Scimeca/Christopher Knierim  |
| 2015       | Greensboro        | Alexa Scimeca/Christopher Knierim         | Haven Denney/Brandon Frazier             | Tarah Kayne/Danny O’Shea               | Madeline Aaron/Max Settlage        |
| 2016       | St. Paul          | Tarah Kayne/Danny O’Shea                  | Alexa Scimeca/Christopher Knierim        | Marissa Castelli/Mervin Tran           | Madeline Aaron/Max Settlage        |
| 2017       | Kansas City       | Haven Denney/Brandon Frazier              | Marissa Castelli/Mervin Tran             | Ashley Cain/Timothy LeDuc              | Deanna Stellato/Nathan Bartholomay |
| 2018       | San José          | Alexa Scimeca Knierim/Christopher Knierim | Tarah Kayne/Danny O’Shea                 | Deanna Stellato/Nathan Bartholomay     | Ashley Cain/Timothy LeDuc          |
| 2019       | Detroit           | Ashley Cain/Timothy LeDuc                 | Haven Denney/Brandon Frazier             | Deanna Stellato/Nathan Bartholomay     | Tarah Kayne/Danny O’Shea           |
| 2020       | Greensboro        | Alexa Scimeca Knierim/Christopher Knierim | Jessica Calalang/Brian Johnson           | Tarah Kayne/Danny O’Shea               | Ashley Cain/Timothy LeDuc          |
| 2021       | Las Vegas         | Alexa Scimeca Knierim/Brandon Frazier     | Jessica Calalang/Brian Johnson           | Ashley Cain/Timothy LeDuc              | Audrey Lu/Misha Mitrofanov         |
| 2022       | Nashville         | Ashley Cain/Timothy LeDuc                 | Jessica Calalang/Brian Johnson           | Audrey Lu/Misha Mitrofanov             | Emily Chan/Spencer Howe            |
| 2023       | San José          | Alexa Scimeca Knierim/Brandon Frazier     | Emily Chan/Spencer Howe                  | Ellie Kam/Daniel O’Shea                | Sonia Baram/Daniel Tioumentsev     |
| 2024       | Columbus          | Ellie Kam/Daniel O’Shea                   | Alisa Efimova/Misha Mitrofanov           | Valentina Plazas/Maximiliano Fernandez | Chelsea Liu/Balazs Nagy            |
| 2025       | Wichita           | Alisa Efimova/Misha Mitrofanov            | Katie McBeath/Danill Parkman             | Ellie Kam/Daniel O’Shea                | Emily Chan/Spencer Howe            |

### Eistanzen
| Jahr | Ort              | Gold                                | Silber                                 | Bronze                                 | Vierte                                     |
| 1936 | Boston           | Marjorie Parker/Joseph Savage       | Nettie Prantell/Harold Hartshorne      | Clara Frothingham/Ashton Parmeter      |                                            |
| 1937 | Chicago          | Nettie Prantell/Harold Hartshorne   | Marjorie Parker/Joseph Savage          | Ardelle Kloss/Roland Jansea            |                                            |
| 1938 | Philadelphia     | Nettie Prantell/Harold Hartshorne   | Katherine Durbrow/Joseph Savage        | Louise W. Atwell/Otto Dallmayr         | Marjorie Parker/George Boltres             |
| 1939 | St. Paul         | Sandy MacDonald/Harold Hartshorne   | Nettie Prantell/Joseph Savage          | Marjorie Parker/George Boltres         |                                            |
| 1940 | Cleveland        | Sandy MacDonald/Harold Hartshorne   | Nettie Prantell/George Boltres         | Vernafay Thysell/Paul Harrington       |                                            |
| 1941 | Boston           | Sandy MacDonald/Harold Hartshorne   | Elizabeth Kennedy/Eugene Turner        | Edith Whetstone/A.L. Richards          |                                            |
| 1942 | Chicago          | Edith Whetstone/Alfred N. Richards  | Sandy MacDonald/Harold Hartshorne      | Ramona Allen/Herman Torrano            |                                            |
| 1943 | New York City    | Marcella May/James Lochead          | Marjorie Parker Smith/Joseph Savage    | Nettie Prantell/Harold Hartshorne      |                                            |
| 1944 | Minneapolis      | Marcella May/James Lochead          | Kathe Mehl/Harold Hartshorne           | Mary Anderson/Jack Anderson            |                                            |
| 1945 | New York City    | Kathe Mehl Williams/Robert Swenning | Marcella May Willis/James Lochead      | Anne Davies/Carleton Hoffner           |                                            |
| 1946 | Chicago          | Anne Davies/Carleton Hoffner        | Lois Waring/Walter Bainbridge          | Carmel Waterbury/Edward Bodel          |                                            |
| 1947 | Berkeley         | Lois Waring/Walter Bainbridge       | Anne Davies/Carleton Hoffner           | Marcella Willis/Frank Davenport        |                                            |
| 1948 | Colorado Springs | Lois Waring/Walter Bainbridge       | Anne Davies/Carleton Hoffner           | Irene Maguire/Frank Davenport          |                                            |
| 1949 | Colorado Springs | Lois Waring/Walter Bainbridge       | Irene Maguire/Walter Muehlbronner      | Carmel Bodel/Edward Bodel              |                                            |
| 1950 | Washington, D.C. | Lois Waring/Michael McGean          | Irene Maguire/Walter Muehlbronner      | Anne Davies/Carleton Hoffner           |                                            |
| 1951 | Seattle          | Carmel Bodel/Edward Bodel           | Virginia Hoyns/Donald Jacoby           | Carol Ann Peters/Daniel Ryan           |                                            |
| 1952 | Colorado Springs | Lois Waring/Michael McGean          | Carol Ann Peters/Daniel Ryan           | Carmel Bodel/Edward Bodel              |                                            |
| 1953 | Hershey          | Carol Ann Peters/Daniel Ryan        | Virginia Hoyns/Donald Jacoby           | Carmel Bodel/Edward Bodel              |                                            |
| 1954 | Los Angeles      | Carmel Bodel/Edward Bodel           | Phyllis Forney/Martin Forney           | Patsy Reidel/Roland Junso              |                                            |
| 1955 | Colorado Springs | Carmel Bodel/Edward Bodel           | Joan Zamboni/Roland Junso              | Phyllis Forney/Martin Forney           |                                            |
| 1956 | Philadelphia     | Joan Zamboni/Roland Junso           | Carmel Bodel/Edward Bodel              | Sidney Arnold/Franklin Nelson          |                                            |
| 1957 | Berkeley         | Sharon McKenzie/Bert Wright         | Andree Anderson/Donald Jacoby          | Joan Zamboni/Roland Junso              |                                            |
| 1958 | Minneapolis      | Andree Anderson/Donald Jacoby       | Claire O’Neil/John Bejshak, Jr.        | Susan Sebo/Tim Brown                   |                                            |
| 1959 | Rochester        | Andree Jacoby/Donald Jacoby         | Margie Ackles/Charles Phillips         | Judy Ann Lamar/Ronald Ludington        |                                            |
| 1960 | Seattle          | Margie Ackles/Charles Phillips      | Marilyn Meeker/Larry Pierce            | Yvonne Littlefield/Roger Campbell      |                                            |
| 1961 | Colorado Springs | Diane Sherbloom/Larry Pierce        | Dona Lee Carrier/Roger Campbell        | Patricia Dineen/Robert Dineen          | Jan Jacobsen/Marshall Campbell             |
| 1962 | Boston           | Yvonne Littlefield/Peter Betts      | Dorothyann Nelson/Pieter Kollen        | Lorna Dyer/King Cole                   | Rosemary McEvoy/Ralph Owen                 |
| 1963 | Long Beach       | Sally Schantz/Stanley Urban         | Yvonne Littlefield/Peter Betts         | Lorna Dyer/John Carrell                |                                            |
| 1964 | Cleveland        | Darlene Streich/Charles Fetter      | Carole MacSween/Robert Munz            | Lorna Dyer/John Carrell                |                                            |
| 1965 | Lake Placid      | Kristin Fortune/Dennis Sveum        | Lorna Dyer/John Carrell                | Susan Urban/Stanley Urban              |                                            |
| 1966 | Berkeley         | Kristin Fortune/Dennis Sveum        | Lorna Dyer/John Carrell                | Susan Urban/Stanley Urban              |                                            |
| 1967 | Omaha            | Lorna Dyer/John Carrell             | Alma Davenport/Roger Berry             | Judy Schwomeyer/James Sladky           | Dolly Rodenbaugh/Tom Lescinski             |
| 1968 | Philadelphia     | Judy Schwomeyer/James Sladky        | Vicki Camper/Eugene Heffron            | Debbie Gerken/Raymond Tiedemann        |                                            |
| 1969 | Seattle          | Judy Schwomeyer/James Sladky        | Joan Bitterman/Brad Hislop             | Debbie Gerken/Raymond Tiedemann        |                                            |
| 1970 | Tulsa            | Judy Schwomeyer/James Sladky        | Anne Millier/Harvey Millier            | Debbie Ganson/Brad Hislop              |                                            |
| 1971 | Buffalo          | Judy Schwomeyer/James Sladky        | Anne Millier/Harvey Millier            | Mary Campbell/Johnny Johns             |                                            |
| 1972 | Long Beach       | Judy Schwomeyer/James Sladky        | Anne Millier/Harvey Millier            | Mary Campbell/Johnny Johns             | Debbie Ganson/Brad Hislop                  |
| 1973 | Minneapolis      | Mary Campbell/Johnny Johns          | Anne Millier/Harvey Millier            | Jane Pankey/Richard Horne              |                                            |
| 1974 | Providence       | Colleen O’Connor/James Millns       | Anne Millier/Harvey Millier            | Michelle Ford/Glenn Patterson          |                                            |
| 1975 | Oakland          | Colleen O’Connor/James Millns       | Judi Genovesi/Kent Weigle              | Michelle Ford/Glenn Patterson          | Anne Millier/Harvey Millier                |
| 1976 | Colorado Springs | Colleen O’Connor/James Millns       | Judi Genovesi/Kent Weigle              | Susan Kelley/Andrew Stroukoff          |                                            |
| 1977 | Hartford         | Judi Genovesi/Kent Weigle           | Susan Kelley/Andrew Stroukoff          | Michelle Ford/Glenn Patterson          | Stacey Smith/John Summers                  |
| 1978 | Portland         | Stacey Smith/John Summers           | Carol Fox/Richard Dalley               | Susan Kelley/Andrew Stroukoff          | Kim Krohn/Barry Hagan                      |
| 1979 | Cincinnati       | Stacey Smith/John Summers           | Carol Fox/Richard Dalley               | Judy Blumberg/Michael Seibert          |                                            |
| 1980 | Atlanta          | Stacey Smith/John Summers           | Judy Blumberg/Michael Seibert          | Carol Fox/Richard Dalley               | Kim Krohn/Barry Hagan                      |
| 1981 | San Diego        | Judy Blumberg/Michael Seibert       | Carol Fox/Richard Dalley               | Kim Krohn/Barry Hagan                  |                                            |
| 1982 | Indianapolis     | Judy Blumberg/Michael Seibert       | Carol Fox/Richard Dalley               | Elisa Spitz/Scott Gregory              | Kim Krohn/Barry Hagan                      |
| 1983 | Pittsburgh       | Judy Blumberg/Michael Seibert       | Elisa Spitz/Scott Gregory              | Carol Fox/Richard Dalley               | Renee Roca/Donald Adair                    |
| 1984 | Salt Lake City   | Judy Blumberg/Michael Seibert       | Carol Fox/Richard Dalley               | Elisa Spitz/Scott Gregory              |                                            |
| 1985 | Kansas City      | Judy Blumberg/Michael Seibert       | Renee Roca/Donald Adair                | Suzanne Semanick/Scott Gregory         | Lois Luciani/Russ Witherby                 |
| 1986 | Hempstead        | Renee Roca/Donald Adair             | Suzanne Semanick/Scott Gregory         | Lois Luciani/Russ Witherby             | Susan Wynne/Joseph Druar                   |
| 1987 | Tacoma           | Suzanne Semanick/Scott Gregory      | Renee Roca/Donald Adair                | Susan Wynne/Joseph Druar               | April Sargent/Russ Witherby                |
| 1988 | Denver           | Suzanne Semanick/Scott Gregory      | Susan Wynne/Joseph Druar               | April Sargent/Russ Witherby            | Renee Roca/James Yorke                     |
| 1989 | Baltimore        | Susan Wynne/Joseph Druar            | April Sargent/Russ Witherby            | Suzanne Semanick/Ron Kravette          | Jeanne Miley/Michael Verlich               |
| 1990 | Salt Lake City   | Susan Wynne/Joseph Druar            | April Sargent/Russ Witherby            | Suzanne Semanick/Ron Kravette          | Jeanne Miley/Michael Verlich               |
| 1991 | Minneapolis      | Elizabeth Punsalan/Jerod Swallow    | April Sargent/Russ Witherby            | Jeanne Miley/Michael Verlich           |                                            |
| 1992 | Orlando          | April Sargent Thomas/Russ Witherby  | Rachel Mayer/Peter Breen               | Elizabeth Punsalan/Jerod Swallow       |                                            |
| 1993 | Phoenix          | Renee Roca/Gorsha Sur               | Susan Wynne/Russ Witherby              | Elizabeth Punsalan/Jerod Swallow       | Amy Webster/Ron Kravette                   |
| 1994 | Detroit          | Elizabeth Punsalan/Jerod Swallow    | Susan Wynne/Russ Witherby              | Amy Webster/Ron Kravette               | Wendy Millette/Jason Tebo                  |
| 1995 | Providence       | Renee Roca/Gorsha Sur               | Elizabeth Punsalan/Jerod Swallow       | Amy Webster/Ron Kravette               | Kate Robinson/Peter Breen                  |
| 1996 | San Jose         | Elizabeth Punsalan/Jerod Swallow    | Renee Roca/Gorsha Sur                  | Eve Chalom/Mathew Gates                | Kate Robinson/Peter Breen                  |
| 1997 | Nashville        | Elizabeth Punsalan/Jerod Swallow    | Eve Chalom/Mathew Gates                | Kate Robinson/Peter Breen              | Amy Webster/Ron Kravette                   |
| 1998 | Philadelphia     | Elizabeth Punsalan/Jerod Swallow    | Jessica Joseph/Charles Butler          | Naomi Lang/Peter Tchernyshev           | Eve Chalom/Mathew Gates                    |
| 1999 | Salt Lake City   | Naomi Lang/Peter Tchernyshev        | Eve Chalom/Mathew Gates                | Deborah Koegel/Oleg Fediukov           | Beata Handra/Charles Sinek                 |
| 2000 | Cleveland        | Naomi Lang/Peter Tchernyshev        | Jamie Silverstein/Justin Pekarek       | Deborah Koegel/Oleg Fediukov           | Beata Handra/Charles Sinek                 |
| 2001 | Boston           | Naomi Lang/Peter Tchernyshev        | Tanith Belbin/Benjamin Agosto          | Jessica Joseph/Brandon Forsyth         | Beata Handra/Charles Sinek                 |
| 2002 | Los Angeles      | Naomi Lang/Peter Tchernyshev        | Tanith Belbin/Benjamin Agosto          | Melissa Gregory/Denis Petukhov         | Beata Handra/Charles Sinek                 |
| 2003 | Dallas           | Naomi Lang/Peter Tchernyshev        | Tanith Belbin/Benjamin Agosto          | Melissa Gregory/Denis Petukhov         | Loren Galler-Rabinowitz/David Mitchell     |
| 2004 | Atlanta          | Tanith Belbin/Benjamin Agosto       | Melissa Gregory/Denis Petukhov         | Loren Galler-Rabinowitz/David Mitchell | Kendra Goodwin/Brent Bommentre             |
| 2005 | Portland         | Tanith Belbin/Benjamin Agosto       | Melissa Gregory/Denis Petukhov         | Lydia Manon/Ryan O’Meara               | Tiffany Stiegler/Sergey Magerovskiy        |
| 2006 | St. Louis        | Tanith Belbin/Benjamin Agosto       | Melissa Gregory/Denis Petukhov         | Jamie Silverstein/Ryan O’Meara         | Morgan Matthews/Maxim Zavozin              |
| 2007 | Spokane          | Tanith Belbin/Benjamin Agosto       | Melissa Gregory/Denis Petukhov         | Meryl Davis/Charlie White              | Kimberly Navarro/Brent Bommentre           |
| 2008 | St. Paul         | Tanith Belbin/Benjamin Agosto       | Meryl Davis/Charlie White              | Kimberly Navarro/Brent Bommentre       | Emily Samuelson/Evan Bates                 |
| 2009 | Cleveland        | Meryl Davis/Charlie White           | Emily Samuelson/Evan Bates             | Kimberly Navarro/Brent Bommentre       | Madison Hubbell/Keiffer Hubbell            |
| 2010 | Spokane          | Meryl Davis/Charlie White           | Tanith Belbin/Benjamin Agosto          | Emily Samuelson/Evan Bates             | Kimberly Navarro/Brent Bommentre           |
| 2011 | Greensboro       | Meryl Davis/Charlie White           | Maia Shibutani/Alex Shibutani          | Madison Chock/Greg Zuerlein            | Madison Hubbell/Keiffer Hubbell            |
| 2012 | San Jose         | Meryl Davis/Charlie White           | Maia Shibutani/Alex Shibutani          | Madison Hubbell/Zachary Donohue        | Lynn Kriengkrairut/Logan Giulietti-Schmitt |
| 2013 | Omaha            | Meryl Davis/Charlie White           | Madison Chock/Evan Bates               | Maia Shibutani/Alex Shibutani          | Madison Hubbell/Zachary Donohue            |
| 2014 | Boston           | Meryl Davis/Charlie White           | Madison Chock/Evan Bates               | Maia Shibutani/Alex Shibutani          | Madison Hubbell/Zachary Donohue            |
| 2015 | Greensboro       | Madison Chock/Evan Bates            | Maia Shibutani/Alex Shibutani          | Madison Hubbell/Zachary Donohue        | Kaitlin Hawayek/Jean-Luc Baker             |
| 2016 | St. Paul         | Maia Shibutani/Alex Shibutani       | Madison Chock/Evan Bates               | Madison Hubbell/Zachary Donohue        | Anastasia Cannuscio/Colin McManus          |
| 2017 | Kansas City      | Maia Shibutani/Alex Shibutani       | Madison Chock/Evan Bates               | Madison Hubbell/Zachary Donohue        | Elliana Pogrebinsky/Alex Benoit            |
| 2018 | San José         | Madison Hubbell/Zachary Donohue     | Maia Shibutani/Alex Shibutani          | Madison Chock/Evan Bates               | Kaitlin Hawayek/Jean-Luc Baker             |
| 2019 | Detroit          | Madison Hubbell/Zachary Donohue     | Madison Chock/Evan Bates               | Kaitlin Hawayek/Jean-Luc Baker         | Lorraine McNamara/Quinn Carpenter          |
| 2020 | Greensboro       | Madison Chock/Evan Bates            | Madison Hubbell/Zachary Donohue        | Kaitlin Hawayek/Jean-Luc Baker         | Christina Carreira/Anthony Ponomarenko     |
| 2021 | Las Vegas        | Madison Hubbell/Zachary Donohue     | Madison Chock/Evan Bates               | Kaitlin Hawayek/Jean-Luc Baker         | Caroline Green/Michael Parsons             |
| 2022 | Nashville        | Madison Chock/Evan Bates            | Madison Hubbell/Zachary Donohue        | Kaitlin Hawayek/Jean-Luc Baker         | Caroline Green/Michael Parsons             |
| 2023 | San José         | Madison Chock/Evan Bates            | Caroline Green/Michael Parsons         | Christina Carreira/Anthony Ponomarenko | Emilea Zingas/Vadym Kolesnik               |
| 2024 | Columbus         | Madison Chock/Evan Bates            | Christina Carreira/Anthony Ponomarenko | Emily Bratti/Ian Somerville            | Caroline Green/Michael Parsons             |
| 2025 | Wichita          | Madison Chock/Evan Bates            | Christina Carreira/Anthony Ponomarenko | Caroline Green/Michael Parsons         | Emilea Zingas/Vadym Kolesnik               |

## Die erfolgreichsten Teilnehmer bei US-amerikanischen Meisterschaften

### Die erfolgreichsten Eiskunstläufer bei US-amerikanischen Meisterschaften

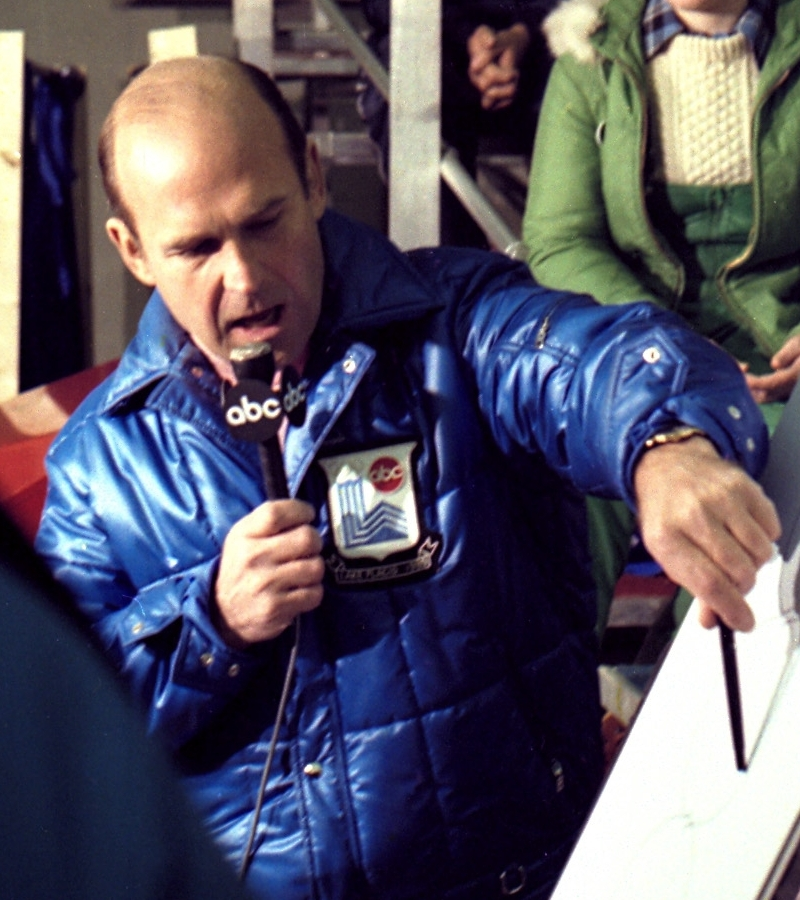
Rekordmeister Richard Button

|    | Name               | Titel | Jahre                              |
| -- | ------------------ | ----- | ---------------------------------- |
| 1. | Richard Button     | 7     | 1946–1952                          |
| .  | Roger Turner       | 7     | 1928–1934                          |
| 3. | Todd Eldredge      | 6     | 1990, 1991, 1995, 1997, 1998, 2002 |
| .  | Nathan Chen        | 6     | 2017–2022                          |
| 5. | Sherwin Badger     | 5     | 1920–1924                          |
| .  | Robin Lee          | 5     | 1935–1939                          |
| 7. | Hayes Alan Jenkins | 4     | 1953–1956                          |
| .  | David Jenkins      | 4     | 1957–1960                          |
| .  | Charles Tickner    | 4     | 1977–1980                          |
| .  | Scott Hamilton     | 4     | 1981–1984                          |
| .  | Brian Boitano      | 4     | 1985–1988                          |
| .  | Jeremy Abbott      | 4     | 2009, 2010, 2012, 2014             |

### Die erfolgreichsten Eiskunstläuferinnen bei US-amerikanischen Meisterschaften

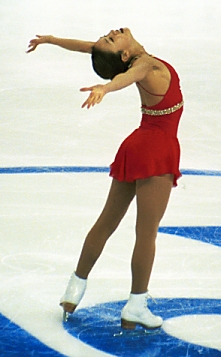
Rekordmeisterin Michelle Kwan

|    | Name             | Titel | Jahre                |
| -- | ---------------- | ----- | -------------------- |
| 1. | Maribel Vinson   | 9     | 1928–1932, 1935–1937 |
| .  | Michelle Kwan    | 9     | 1996, 1998–2005      |
| 3. | Theresa Weld     | 6     | 1914, 1920–1924      |
| .  | Gretchen Merrill | 6     | 1943–1948            |
| 5. | Tenley Albright  | 5     | 1952–1956            |
| .  | Peggy Fleming    | 5     | 1964–1968            |
| .  | Janet Lynn       | 5     | 1969–1973            |
| 8. | Carol Heiss      | 4     | 1957–1960            |
| .  | Linda Fratianne  | 4     | 1977–1980            |

### Die erfolgreichsten Paarläufer bei US-amerikanischen Meisterschaften
|    | Name                                  | Titel | Jahre           |
| -- | ------------------------------------- | ----- | --------------- |
| 1. | Theresa Weld / Nathaniel Niles        | 9     | 1918, 1920–1927 |
| 2. | Karol Kennedy / Peter Kennedy         | 5     | 1948–1952       |
| .  | Tai Babilonia / Randy Gardner         | 5     | 1976–1980       |
| 4. | Maribel Vinson / George Hill          | 4     | 1933, 1935–1937 |
| .  | Carole Ormaca / Robin Greiner         | 4     | 1953–1956       |
| .  | Nancy Ludington / Ronald Ludington    | 4     | 1957–1960       |
| .  | Cynthia Kauffman / Ronald Kauffman    | 4     | 1966–1969       |
| .  | Caitlin Carruthers / Peter Carruthers | 4     | 1981–1984       |

Anmerkungen:
- Kyoko Ina wurde fünfmal US-Meisterin im Paarlauf (1997–98, 2000–02), jedoch mit zwei verschiedenen Partnern.
- Alexa Scimeca Knierim (2018, 2020–21, 2023) wurde mit zwei verschiedenen Partnern viermal US-Meisterin im Paarlauf.
- Todd Sand wurde ebenfalls viermal US-Meister im Paarlauf (1991, 1994–96) mit zwei verschiedenen Partnerinnen.

### Die erfolgreichsten Eistanzpaare bei US-amerikanischen Meisterschaften
|    | Name                               | Titel | Jahre                 |
| -- | ---------------------------------- | ----- | --------------------- |
| 1. | Meryl Davis / Charlie White        | 6     | 2009–2014             |
| .  | Madison Chock / Evan Bates         | 6     | 2015, 2020, 2022–2025 |
| 3. | Judy Schwomeyer / James Sladky     | 5     | 1968–1972             |
| .  | Judy Blumberg / Michael Seibert    | 5     | 1981–1985             |
| .  | Elizabeth Punsalan / Jerod Swallow | 5     | 1991, 1994, 1996–1998 |
| .  | Naomi Lang / Peter Tchernyshev     | 5     | 1999–2003             |
| .  | Tanith Belbin / Benjamin Agosto    | 5     | 2004–2008             |

Anmerkung:
- Lois Waring wurde fünfmal US-Meisterin im Eistanz (1947–50, 1952), jedoch mit zwei verschiedenen Partnern.